# Colorisation cinématographique
Pour les articles homonymes, voir Colorisation.
La colorisation cinématographique est un procédé qui consiste à ajouter de la couleur aux films en noir et blanc, en sépia, ou aux dessins animés. Les premières utilisations de cette technique remontent au début du XXe siècle. Le développement des logiciels de traitement numérique en a permis une exploitation complète. La colorisation est utilisée pour différentes raisons, dont les effets spéciaux ou la restauration de films en couleur.
Le procédé est parfois critiqué lorsqu'il est utilisé pour la colorisation de films anciens en noir et blanc, notamment de longs-métrages de fiction, ou de documentaires anciens. Certains, comme la Writers Guild of America, affirment que l'utilisation de ce procédé est une forme « de vandalisme culturel »,.

## Colorisation partielle

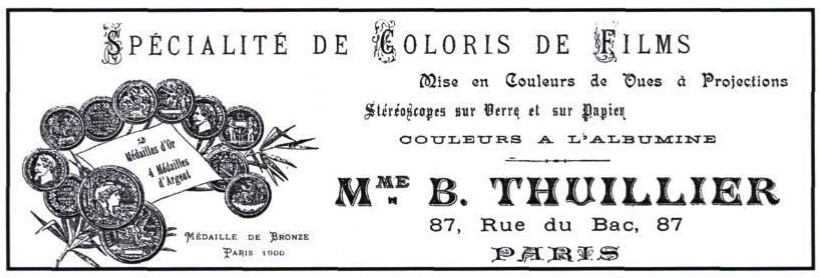
Papier à en-tête utilisé par Berthe Thuillier, dont l'atelier de plus de 220 ouvrières coloristes fournissait la majeure partie du cinéma français du début de siècle.

La première technique de colorisation consiste à apporter des touches de couleur sur les films en noir et blanc à l'aide de colorants. Les tout  premiers films de Méliès ou d’Edison, et notamment les danses du voile d'Annabelle Moore, sont des exemples des premières colorisations, faites en appliquant directement sur la pellicule des encres à l’aniline. Le premier long métrage colorisé est La Vie et la Passion de Jésus-Christ, colorisé au pochoir en 1903 par l'atelier de Julienne Mathieu et Segundo de Chomón à Barcelone.
À Paris, l'atelier de Mme B. Thuillier était renommé, et fournissait Star Film (société de Georges Méliès). Il employait 220 ouvrières qui traitaient les films comme sur une chaine de montage, chacune étant responsable d'une teinte.

Aux alentours de 1906, Pathé rationalise la fabrication en utilisant des pochoirs : c'est le procédé « Pathécolor ». Une série de pochoirs, autant que de couleurs, est découpée grâce à un pantographe ; ils sont superposés les uns après les autres sur la copie positive de l'original ; chaque couleur est déposée l'une après l'autre. La technique est proche de celle de l'imprimerie polychrome,,.

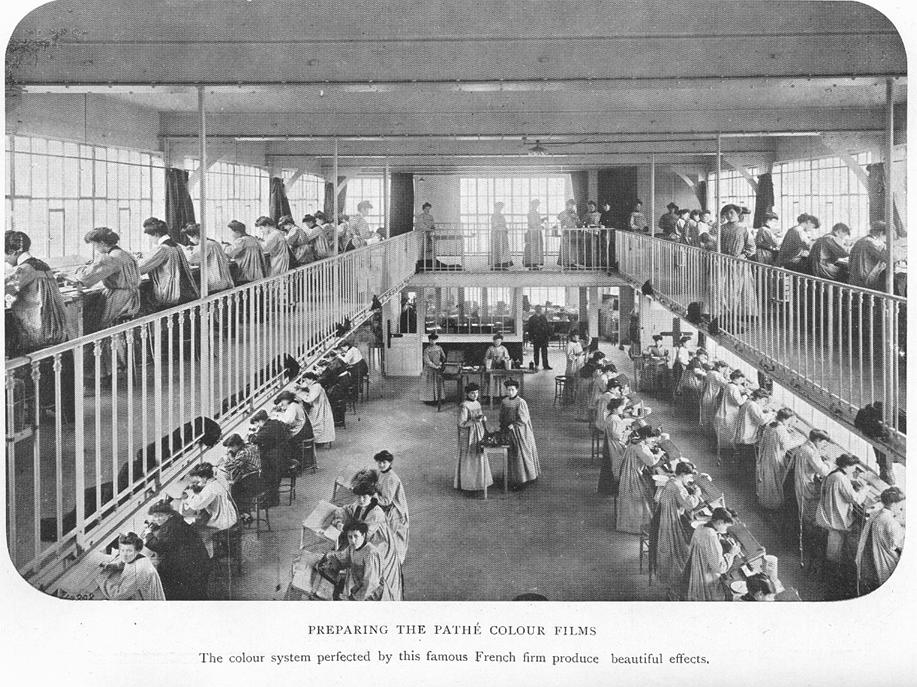
Coloristes chez Pathé, 1912
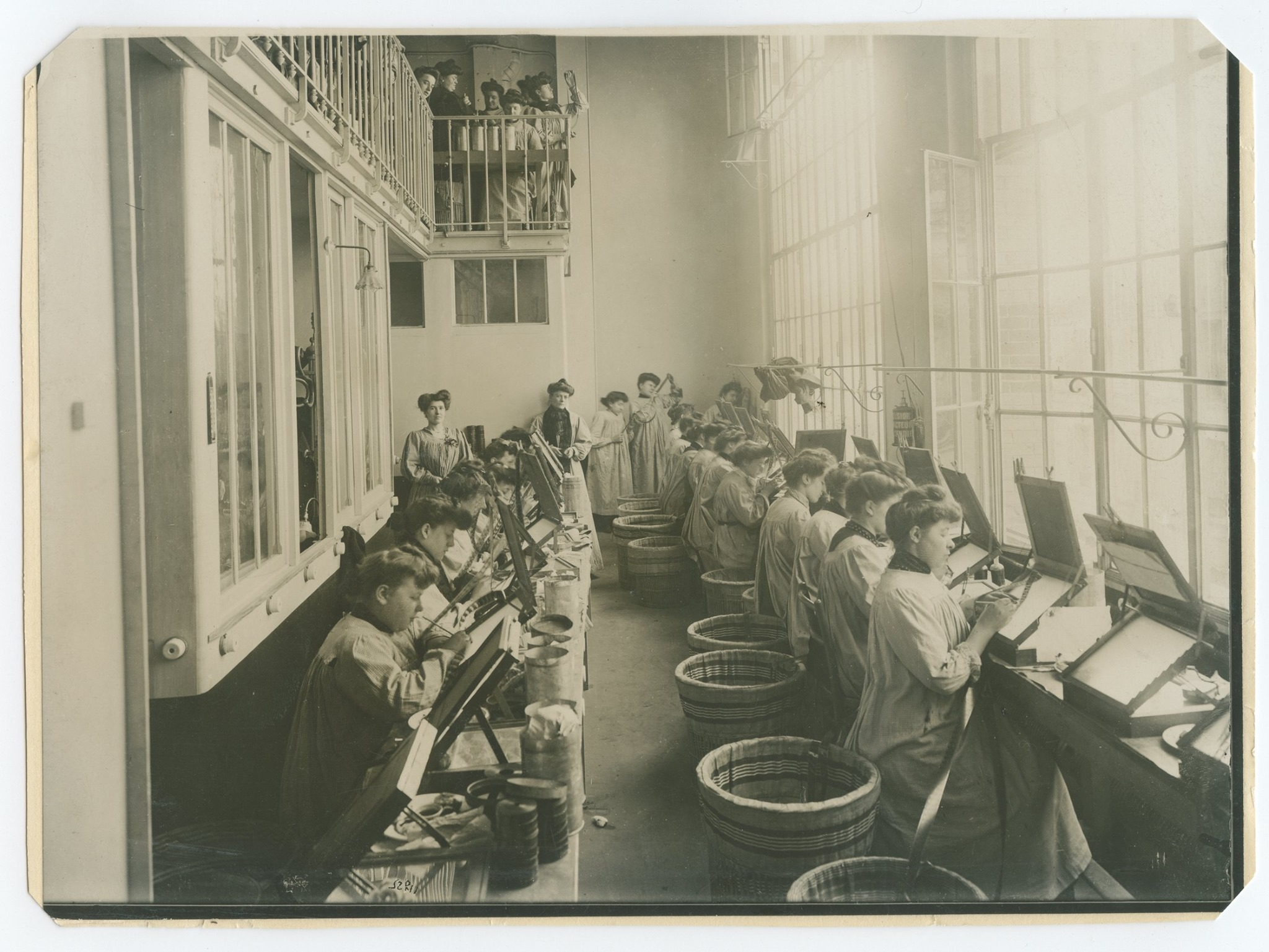
Coloristes chez Pathé, 1907
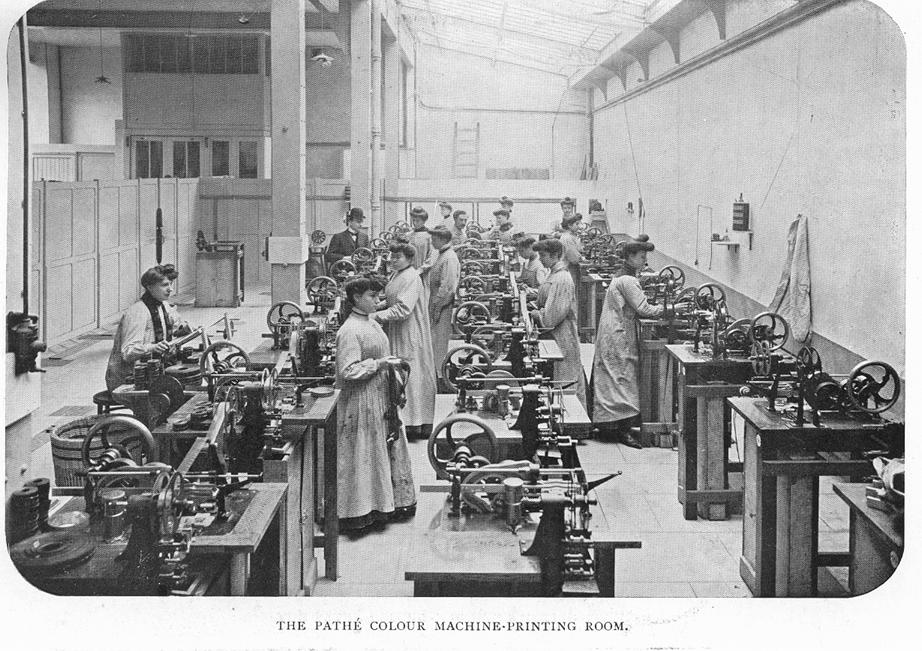
Coloristes chez Pathé, 1914

En 1916, le procédé de colorisation Handschiegl (d’après le nom de son inventeur Max Handschiegl) est inventé pour le film Jeanne d'Arc (Joan the Woman) de Cecil B. DeMille. Un autre exemple ancien d’Handschiegl est le film Le Fantôme de l'Opéra de 1928, dans lequel le personnage de Lon Chaney porte une cape d’un rouge vif alors que le reste de la scène est monochrome. La scène est sépia et la cape est peinte en rouge au pochoir. Puis une solution de sulfure est appliquée partout, sauf sur les parties peintes, transformant le sépia en une couleur bleue.
La colorisation partielle est aujourd'hui utilisée avec les technologies numériques sur des séquences prises en couleur pour styliser des films publicitaires, des clips musicaux, ou des émissions de télévision et augmenter les possibilités artistiques

## Colorisation totale
Avec l'arrivée de la télévision couleur, vers 1965 il y avait une demande pour les anciens dessins animés qui permettait de financer la mise en couleur des classiques du noir et blanc. Pour cela, les tracés originaux étaient reproduits sur celluloïd et on ajoutait ensuite la couleur à peu près comme pour un dessin animé couleur normal, c'est-à-dire image après image. Avec l'informatique, les studios peuvent ajouter la couleur aux films en noir et blanc en teintant les films numériquement, les contours sont d'abord colorés puis la colorisation est complétée. Le procédé initial a été inventé par les Canadiens Wilson Markle et Brian Hunt et a été utilisé la première fois en 1970 pour ajouter de la couleur à des images monochromes du programme Apollo.
La colorisation commence généralement avec une épreuve monochrome du film ; on réalise une copie neuve tirée du négatif original, dont on tire une copie vidéo de haute qualité. Les techniciens, aidés par un ordinateur, identifient le niveau de gris de chaque objet de chaque image et notent tous les mouvements. Un ordinateur ajoute de la couleur à chaque objet, pendant que le niveau de gris reste le même. Cette technique a été brevetée en 1991.
Les premières techniques de colorisation donnaient une image aux contrastes faibles et aux couleurs pâles, plates et délavées. Depuis les années 1980, la technologie s'est améliorée. Une des principales difficultés avec la colorisation est la quantité de travail demandée. Par exemple, pour colorier une image fixe, l'artiste commence par la diviser en zones, puis affecte ensuite une couleur à chaque zone. Cette approche, appelée « méthode par segmentation », demande un travail long et fastidieux afin d'obtenir des segments corrects.
Ce problème vient du fait qu'il n'y a jamais eu d'algorithme complètement automatique capable d'identifier précisément les limites des zones complexes ou floues, comme la limite entre le visage et les cheveux d'un personnage. La colorisation d'un mouvement nécessite de suivre le cheminement de ces zones d'une image à l'autre.
Plusieurs sociétés ont annoncé avoir créé des algorithmes de poursuite automatique de zones :
- Legend Films[10] décrit le cœur de leur technologie comme la reconnaissance de motifs en premier plan et la composition du fond en arrière-plan pour en faire des masques entre chaque image. Dans le processus, les fonds sont colorisés séparément dans un cadre composite qui rassemble toutes les données d'une scène, stockant aussi les décalages dus au mouvement de la caméra. Une fois le premier plan colorisé, le masque du fond est appliqué image par image.

- Le procédé de TimeBrush Studios[11], fondé sur la technologie de Neural Net, produit, selon eux, des couleurs saturées et précises, avec des lignes claires et pas de débordements apparents, en étant rentable et convenant à la colorisation à faible budget ainsi qu'aux diffusions télévisées et aux projections au cinéma.

- Une équipe de chercheurs de la Benin School of Computer Science and Engineering, à l'université hébraïque de Jérusalem, a créé une méthode interactive qui ne nécessite pas de détection manuelle précise ni de poursuite ciblée : elle fonctionne selon le principe simple que les pixels proches dans l'espace et le temps, et ayant un niveau de gris similaire, doivent avoir la même couleur[12].

## Restauration

### À l'aide d'enregistrements amateurs
Un certain nombre d'émissions de télévision tournées en couleur au début des années 1970 étaient enregistrées sur des cassettes magnétiques qui ont été effacés pour des raisons économiques. Dans certains cas, des enregistrements en noir et blanc étaient produits pour l’exportation vers des pays qui n’avaient pas encore la télévision couleur.
Un exemple notoire est la série de la BBC en cinq épisodes Doctor Who intitulée Les Démons. Un seul des épisodes a survécu en couleur, les autres n'existaient plus qu'en version noir et blanc. La seule version couleur était l'enregistrement vidéo de mauvaise qualité d'une version abrégée diffusée aux États-Unis. Dans les années 1990, la BBC a combiné son signal couleur au signal noir et blanc de la version Broadcast, obtenant une version couleur de très bonne qualité. Cette restauration a été considérée comme une grande réussite par les fans et les techniciens.

### À partir des parasites
Les systèmes de diffusion analogique de couleurs ont été conçus avec la rétrocompatibilité à l'esprit.
Ainsi, le signal de la chrominance (couleur) est typiquement dans le même canal que la luminance (luminosité) du signal, modulé sur une fréquence fixe, connue comme la sous-porteuse couleur. Les téléviseurs noir et blanc ne décodent pas ces informations de couleur supplémentaires dans la sous-porteuse, et utilisent uniquement la luminance pour fournir une image monochrome. Toutefois, en raison de la bande passante limitée dans le canal de la vidéo, le signal de chrominance saigne sur le canal de luminance, entraînant des chroma crawl et des chroma points sur les téléviseurs noir et blanc. Ceci est normalement considéré comme une nuisance dans la diffusion analogique.
Cependant pour les cinégrammes réalisés à partir des écrans de télévision noir et blanc les techniciens ne s'embarrassaient pas de filtres pour éliminer ces interférences. Dès lors, ces copies sur films noir et blanc contiennent des parasites permettant de retrouver l’information de couleur d'origine.
L'idée de récupérer cette information a été initialement proposée par Jacques Insell chercheur à la BBC. En pratique cependant, la récupération de ces informations de couleur est extrêmement complexe pour plusieurs raisons.
La salve couleur est absente de cette copie. Cette référence doit donc être récupérée depuis la phase des points de chroma qui, représentés par leur position horizontale sur l'écran, déterminent la teinte des couleurs reconstituées. Les distorsions dans la géométrie de la copie en raison de la nature de la physique de l'enregistrement à partir d'un écran plat CRT signifie qu'une transformation doit être appliquée afin d'en déduire la position initiale des points chroma au sein de l'émission.
Toutefois, ces obstacles techniques ont finalement été surmontés en 2008, et un logiciel écrit par des développeurs de Richard Russell du Groupe de récupération Couleur de travail a été mis à profit. Ils aboutirent finalement à la diffusion d'épisodes de Army Dad et de Doctor Who ainsi restaurés en couleur.

## Intégration
La colorisation est parfois utilisée pour intégrer des séquences de films anciens dans des films en couleur. Par exemple, le film américain Treize jours, réalisé par Roger Donaldson et sorti en 2000, utilise des séquences tournées en 1962 lors de la crise des missiles de Cuba, qui ont été colorisées.
Le long métrage en couleurs Capitaine Sky et le Monde de demain de Kerry Conran, sorti en 2004, qui utilise déjà massivement les effets spéciaux numériques, intègre aussi des scènes des années 1940 de Sir Laurence Olivier colorisées pour l’occasion.
Dans son long-métrage Aviator, Martin Scorsese a subtilement mélangé des plans de reportage en noir et blanc de la première du film Les Anges de l'enfer (1930) avec des plans de la première mis en scène en 2003 avec les acteurs de son film. La colorisation du noir et blanc a été conçue pour un rendu normal trichrome, puis l'ensemble, montage des images anciennes et de celles tournées pour le film, corrigé pour correspondre à un rendu technicolor bichrome, en rapport avec la technologie de l'époque. Scorsese a aussi utilisé des images colorisées de Jane Russell provenant du film en noir et blanc The Outlaw (1943), ainsi que des scènes de combat aérien du film Les Anges de l'enfer.

## Colorisation de longs-métrages et de séries
Au milieu des années 1980, le procédé a suscité une controverse considérable, après que le film de 1937 Le Couple invisible (Topper) devint en 1985 le premier film en noir et blanc à être redistribué en couleur après colorisation.
Les défenseurs du procédé faisaient remarquer qu'il pourrait permettre aux films en noir et blanc de toucher un nouveau public n’ayant pas l’habitude de ce format. Les détracteurs se plaignaient que le procédé n'était pas au point, et que même s’il était amélioré, il ne pourrait transposer les compositions lumineuses choisies spécifiquement pour un rendu en noir et blanc, lesquelles ne seraient par forcément adaptées à la couleur. Parmi les personnalités opposées au processus, on peut citer Roger Ebert, James Stewart, John Huston, George Lucas et Woody Allen. Étaient également mentionnés des choix artistiques que le réalisateur de l’époque du tournage pourrait ne pas approuver, comme le clin d’œil visuel sur le personnage de Violette Bick dans La vie est belle, toujours habillée en violet dans la version colorisée.
Le magnat des médias américain Ted Turner fut autrefois un avocat de la colorisation, faisant travailler la société American Film Technologies de San Diego. Quand il annonça à la presse en juillet 1988 qu’il envisageait de coloriser Citizen Kane, ses propos provoquèrent un tollé général. En janvier 1989, Associated Press rapportait que deux sociétés produisaient des tests de couleur sur «Citizen Kane» pour Turner Entertainment. Les critiques ont augmenté avec le rapport de l'Associated Press selon lequel le cinéaste Henry Jaglom se souvenait que peu de temps avant sa mort Orson Welles l'avait imploré de protéger  Kane  de la colorisation.
Le 14 février 1989, le président de Turner Entertainment Roger Mayer annonce que les travaux de colorisation de «Citizen Kane»  sont arrêtés:
 Nos avocats ont examiné le contrat entre RKO Pictures Inc. et Orson Welles et sa société de production, Mercury Theatre (en) Inc. et, sur la base de leur examen, nous avons décidé ne pas procéder à la colorisation du film. … Bien qu'un test judiciaire puisse confirmer notre droit légal de coloriser le film, les dispositions du contrat peuvent être lues pour interdire la colorisation sans l'autorisation des héritiers de Welles. 
Turner affirmera plus tard que c’était une plaisanterie faite pour taquiner les pourfendeurs de la colorisation et qu’il n’avait jamais eu l’intention de coloriser le film. En partie à cause de cette controverse, tous les films diffusés à la télévision ou en vidéo aux États-Unis et dont l'aspect a été modifié de quelque façon que ce soit (y compris le recadrage) doivent mentionner que le film « a été modifié par rapport à la version originale ».
L'opposition de John Huston à la colorisation de ses films a conduit, après sa mort, à une affaire judiciaire française de trois ans, déclenchée par une version colorisée de Quand la ville dort. Historiquement, la première fois qu'un tribunal français confirme le Droit moral d'un cinéaste américain remonte à 1959, lorsque Charlie Chaplin s'oppose à une bande sonore et des cartons ajoutés sans son autorisation à son film muet Le Kid,. En 1986, Turner Entertainment acquiert les droits de Quand la ville dort, à la suite du rachat du studio Metro-Goldwyn-Mayer et de son catalogue. Turner Entertainment décide de coloriser le film et conclut un accord avec La Cinq afin de diffuser cette version colorisée, une première en France. La chaîne prévoit de programmer la soirée Double vision, avec la diffusion de la version colorisée ainsi qu'un débat sur la colorisation des films,, suivi de l'originelle en noir et blanc sous-titrée. Les héritiers de John Huston s'y opposent, intentant un procès contre l'exploitation de cette version, mais sont déboutés aux États-Unis. Le 12 juin 1988, la Société des réalisateurs français proteste contre la diffusion du film, prévue le 26 juin 1988. Le 23 novembre 1988, Quand la ville dort est interdit de diffusion en France. Mais, le 6 juillet 1989, La Cinq gagne en appel et diffuse la version colorisée, avec pour slogan « Quand la ville dort... et rêve en couleurs » le 6 août 1989, (le lendemain de l'anniversaire de la mort de Marilyn Monroe). Finalement, le 28 mai 1991, la cour de cassation casse et annule l'arrêt rendu le 6 juillet 1989 et donne raison aux héritiers du cinéaste qui obtiennent 600 000 francs de dommages-intérêts pour atteinte à l'intégrité du film, arguant que cette transformation de l'œuvre ne peut se faire, au nom du droit moral, sans l'accord de l'artiste ou de ses ayants droit,,. Anjelica Huston, la fille du cinéaste, a utilisé avec succès la loi française sur le Droit d'auteur pour établir une jurisprudence en 1991 qui empêche la distribution ou la diffusion en France de toute version colorisée d'un film contre la volonté du créateur original ou de ses héritiers.
À cause du coût élevé du procédé, Turner Entertainment cessa de coloriser les films de son catalogue. Avec la venue de la technologie DVD, la colorisation refit surface. Parce que le format DVD est beaucoup plus souple, les studios purent offrir aux spectateurs les deux versions sur un même disque, et donc, l’enregistrement de film colorisé sembla de nouveau rentable. Quelques sociétés ont même ressorti les premières versions colorisées des années 1980, par exemple, l'« intégrale » de Laurel et Hardy en coffret DVD.
Sony Pictures Entertainment fera réaliser de nouvelles versions colorisées de films des Three Stooges par West Wing Studios pour leur distribution en DVD, relançant les controverses sur la colorisation, même si une version noir et blanc figure sur chaque disque. Le studio a eu accès pour cela aux accessoires et décors originaux afin de parfaire les versions colorisées (les détracteurs diront que les couleurs étaient alors choisies pour leur rendu en noir et blanc).
Legend Films est un autre studio important de colorisation. Leur processus automatisé breveté a été utilisé pour coloriser une centaine de films entre 2003 et 2007. Shirley Temple Black, Jane Russell, Terry Moore et Ray Harryhausen ont travaillé avec l’entreprise pour coloriser leurs propres films ou bien leurs films préférés. Deux films notables sur lesquels Legends Films a travaillé sont Reefer Madness, un  téléfilm sur la consommation de cannabis pour lequel certaines combinaisons des couleurs ont été utilisées dans le but de créer un effet psychédélique chez le spectateur, et Plan 9 from Outer Space (1959), largement connu comme « le plus mauvais film jamais réalisé ». En 2007, Legend Films a colorisé La vie est belle (It's a Wonderful Life) pour Paramount Pictures et L'amour chante et danse (Holiday Inn), en 2008 pour Universal Pictures.
Tournés à l'origine en noir et blanc, les 78 épisodes de Zorro sont colorisés en 1992. En France, la première diffusion de cette version a lieu à partir du 7 janvier 1996 dans Le Disney Club sur TF1. Depuis, la série n'a plus été rediffusée en noir et blanc. Les DVD comportent seulement la version colorisée. En France, de septembre 2008 au 25 août 2019 (11 ans), Zorro est diffusée en version colorisée tous les samedis et dimanches soir sur France 3.
En 2005, Sony Pictures Home Entertainment a sorti la première saison de Ma sorcière bien-aimée (Bewitched) en DVD. Comme cette série avait été tournée en noir et blanc, Sony a mis deux versions dans le coffret : une avec les épisodes originaux et une seconde avec les épisodes en couleurs. Une année plus tard, la deuxième saison de Ma sorcière bien-aimée et la première saison de Jinny de mes rêves (I Dream of Jeannie), une autre série appartenant à Sony, ont été commercialisées sur le même concept. Ces films ont été colorisés par Dynacs Digital, un studio de colorisation de Patna en Inde qui a depuis disparu.

## L'intelligence artificielle comme outil
Apparue au milieu de la décennie 2010, l'Intelligence Artificielle ou « I.A. » permet d'étendre considérablement la correction, les effets, la restauration d'image, les trucages et possibilités de colorisation de films anciens, notamment en noir et blanc. Début 2019, les développeurs de Microsoft proposent déjà des applications permettant de coloriser automatiquement et quasi en temps réel, des images initialement en noir et blanc. Cette technologie évoluant de par sa nature neuronale, particulièrement vite, en 2023, des algorithmes perfectionnés permettent d'obtenir un rendu et une qualité de couleur, sans précédent.

## Documentaires colorisés
La colorisation est très souvent utilisée pour les films documentaires. L’émission de télévision The Beatles Anthology colorisa des séquences, notamment l’interprétation de All You Need Is Love de l’émission spéciale Our World (en) (1967). Dans ce documentaire, cette scène commence en noir et blanc comme dans l’original avant de se fondre dans des couleurs psychédéliques apparemment réalistes. Dans ce cas, la palette de couleurs était basée sur des photos prises en même temps que le tournage, ainsi, d'une certaine manière, la couleur est effectivement « authentique ».
Cependant l'addition de couleurs artificielles dans un documentaire peut être aussi considérée comme de la tromperie, voire une fraude, si elle n'est pas signalée au public avant le visionnage.
La série documentaire World War 1 in Colour, diffusée à la télévision en 2003 puis sortie en DVD en 2005 (sorti en France sous le titre 1914-1918 la grande guerre : 6 heures d'archives entièrement colorisées), a utilisé des techniques de colorisation. Cette série avait été précédée par des documentaires en couleurs de la Seconde Guerre mondiale utilisant d’authentiques films couleur, mais comme le film couleur n'existait pas pour le cinéma au moment de la Première Guerre mondiale, la série est faite de séquences colorisées, et de photos. 
Le tournoi de golf US de 1960, diffusé à l’origine en noir et blanc et enregistré sur kinéscope, a été colorisé pour le documentaire Jim Nantz Remembers. Ce fut la première fois qu’un événement sportif majeur a été rediffusé colorisé.[réf. nécessaire]

## Critiques de la colorisation

### Point de vue technique
Dans la version colorisée de Casablanca, alors que le costume d'Humphrey Bogart était marron, il est transformé en costume bleu. Frank Sinatra se retrouve avec des yeux bleus et Jeanette MacDonald se retrouve blonde alors qu'elle était rousse. Techniquement, il est difficile de rendre les nuances de gris, et le soin portés aux éclairages, ombres et lumières est gommé par le procédé.

### Point de vue des réalisateurs
Woody Allen, avec le soutien de Brooks, Forman, Scorsese et Spielberg est allé protester au Sénat contre la colorisation des films en noir et blanc. Cependant certains réalisateurs n'y sont pas forcément opposés, par exemple Henri Verneuil qui aurait déploré de ne pas avoir pu tourner La Vache et le Prisonnier en couleurs, ou Marcel Carné qui n'était pas opposé à la colorisation des Enfants du paradis, alors que la veuve de Jacques Prévert était contre.

### Point de vue des acteurs
Ginger Rogers est allée à Washington dire « ce que ressent une actrice quand elle se voit sur un écran de TV peinturlurée comme un gâteau d'anniversaire », et James Stewart a refusé qu'on peigne sa figure « comme un œuf de Pâques ».